# Eparchia di Sidone
L'eparchia di Sidone (in latino Eparchia Sidoniensis Maronitarum) è una sede della Chiesa maronita in Libano. Nel 2022 contava 30.000 battezzati. È retta dall'eparca Maroun Ammar.

## Territorio
L'eparchia estende la sua giurisdizione sui fedeli maroniti della regione attorno alla città di Sidone.
Sede eparchiale è la città di Sidone, dove si trova la cattedrale di Sant'Elia.
Il territorio è suddiviso in 98 parrocchie.

## Storia
Fino al XVIII secolo il patriarcato maronita era solo formalmente suddiviso in eparchie: di fatto i vescovi erano tutti considerati come ausiliari del patriarca, l'unica vera guida della nazione maronita. In questo periodo sono noti alcuni vescovi di Sidone, che di fatto erano vescovi titolari, senza nessuna giurisdizione reale sull'eparchia, che de iure non esisteva.
Il sinodo maronita del Monte Libano del 1736 istituì canonicamente le eparchie, tra cui quella di Sidone, unita a quella di Tiro. La Santa Sede approvò le decisioni del sinodo con la bolla Apostolica praedecessorum di papa Benedetto XIV del 14 febbraio 1742.
Per un certo periodo nella prima metà dell'Ottocento le eparchie unite di Tiro e Sidone furono la sede propria del patriarca di Antiochia di Maroniti; questo legame ebbe termine nel 1837.
Le due sedi furono separate il 26 gennaio 1906 in forza della bolla Supremi apostolatus di papa Pio X.
Il 4 agosto 1977 cedette una porzione di territorio a vantaggio dell'erezione dell'eparchia di Zahleh.

## Cronotassi dei vescovi
Si omettono i periodi di sede vacante non superiori ai 2 anni o non storicamente accertati.
- Youssef Halib el-Akouri † (1626 consacrato - 29 novembre 1646 nominato patriarca di Antiochia)
- Giovanni † (menzionato il 12 giugno 1673)
- Boutros Ehdeni † (1680 - ?)
- Julián Ramírez, O.F.M. † (1691 - ?)
- Gabriele † (menzionato nel 1733)
- ...
  - Sede unita a Tiro (1736-1906)
- Paul Basbous † (25 settembre 1900 - 7 settembre 1918 deceduto)[5]
- Agostino Bostani † (23 febbraio 1919 - 30 ottobre 1957 deceduto)
- Antoine Pierre Khoraiche † (25 novembre 1957 - 15 febbraio 1975 nominato patriarca di Antiochia)
- Ibrahim Hélou † (12 luglio 1975 - 3 febbraio 1996 deceduto)
- Tanios El Khoury † (8 giugno 1996 - 28 dicembre 2005 ritirato)
- Elias Nassar (28 dicembre 2005 - 30 gennaio 2017 dimesso)
- Maroun Ammar, dal 17 giugno 2017[6]

## Statistiche
L'eparchia nel 2022 contava 30.000 battezzati.
| anno | popolazione | popolazione | popolazione | presbiteri | presbiteri | presbiteri | presbiteri                | diaconi | religiosi | religiosi | parrocchie |
| anno | battezzati  | totale      | %           | numero     | secolari   | regolari   | battezzati per presbitero | diaconi | uomini    | donne     | parrocchie |
| ---- | ----------- | ----------- | ----------- | ---------- | ---------- | ---------- | ------------------------- | ------- | --------- | --------- | ---------- |
| 1950 | 55.000      | 220.000     | 25,0        | 92         | 70         | 22         | 597                       |         | 32        | 4         | 99         |
| 1970 | 101.845     | 432.443     | 23,6        | 91         | 61         | 30         | 1.119                     |         | 33        | 131       | 107        |
| 1980 | 89.300      | ?           | ?           | 61         | 40         | 21         | 1.463                     |         | 28        | 90        | 96         |
| 1990 | 96.000      | ?           | ?           | 44         | 26         | 18         | 2.181                     |         | 18        | 62        | 127        |
| 1999 | 65.000      | ?           | ?           | 63         | 46         | 17         | 1.031                     |         | 19        | 60        | 94         |
| 2000 | 80.000      | ?           | ?           | 60         | 42         | 18         | 1.333                     |         | 22        | 38        | 96         |
| 2001 | 70.000      | ?           | ?           | 73         | 55         | 18         | 958                       |         | 22        | 60        | 98         |
| 2002 | 82.000      | ?           | ?           | 67         | 47         | 20         | 1.223                     |         | 27        | 40        | 96         |
| 2003 | 82.500      | ?           | ?           | 78         | 48         | 30         | 1.057                     |         | 37        | 50        | 96         |
| 2004 | 83.000      | ?           | ?           | 85         | 55         | 30         | 976                       |         | 30        | 50        | 96         |
| 2009 | 75.000      | ?           | ?           | 71         | 54         | 17         | 1.056                     |         | 26        | 60        | 100        |
| 2010 | 150.000     | ?           | ?           | 67         | 47         | 20         | 2.238                     |         | 21        | 39        | 106        |
| 2014 | 156.000     | ?           | ?           | 72         | 52         | 20         | 2.166                     |         | 21        | 37        | 104        |
| 2017 | 151.000     | ?           | ?           | 78         | 55         | 23         | 1.935                     |         | 24        | 51        | 98         |
| 2020 | 40.000      | ?           | ?           | 75         | 55         | 20         | 533                       |         | 21        | 40        | 98         |
| 2022 | 30.000      | ?           | ?           | 77         | 57         | 20         | 389                       |         | 20        | 20        | 98         |